# Manatt, Phelps & Phillips
Manatt, Phelps & Phillips, LLP ist eine in Los Angeles ansässige US-amerikanische Anwaltskanzlei mit mehr als 400 Anwälten und anderen Mitarbeitern.

## Geschichte
Charles Taylor Manatt, der spätere Botschafter und Vorsitzende des Democratic National Committee, hatte die Kanzlei 1965 gegründet. Wirtschaftsanwalt Thomas Phelps und der Sportanwalt Alan Rothenberg traten bald als Partner bei; Rothenberg verließ die Firma 1990 und wechselte zu Latham & Watkins.  Der ehemalige US-Senator John V. Tunney war Partner von 1976 bis 1987.
Mickey Kantor trat 1976 bei und wurde 1991 Partner. Er verließ die Firma 1993, als er ins Kabinett Clinton berufen wurde, zunächst als Handelsvertreter der Vereinigten Staaten und dann Handelsminister der Vereinigten Staaten. 1978 trat John B. Emerson ein; er wurde 1983 Partner und wechselte 1993 ebenfalls in die Clinton-Regierung.
L. Lee Phillips Anwalt für die Unterhaltungsindustrie, trat 1977 bei und wurde 1985 Partner.

## Tochterfirmen
Die Tochter ManattJones Global Strategies berät öffentliche und private Betriebe mit Außenstellen in Mexiko-Stadt und São Paulo; zu den Mitarbeitern gehört der ehemalige Kongressabgeordnete und Botschafter James R. Jones. Geschäftsführender Partner ist William T. Quicksilver.